# Radzymin (gromada w powiecie wołomińskim)
Radzymin – dawna gromada, czyli najmniejsza jednostka podziału terytorialnego Polskiej Rzeczypospolitej Ludowej w latach 1954–1972.
Gromady, z gromadzkimi radami narodowymi (GRN) jako organami władzy najniższego stopnia na wsi, funkcjonowały od reformy reorganizującej administrację wiejską przeprowadzonej jesienią 1954 do momentu ich zniesienia z dniem 1 stycznia 1973, tym samym wypierając organizację gminną w latach 1954–1972.
Gromadę Radzymin z siedzibą GRN w mieście Radzyminie (nie wchodzącym w jej skład) utworzono – jako jedną z 8759 gromad na obszarze Polski – w powiecie wołomińskim w woj. warszawskim, na mocy uchwały nr VI/10/23/54 WRN w Warszawie z dnia 5 października 1954. W skład jednostki weszły obszary dotychczasowych gromad Cegielnia, Ciemne, Dybów, Mokre, Rżyska, Sieraków, Słupno, Wiktorów i Zwierzyniec ze zniesionej gminy Radzymin w tymże powiecie. Dla gromady ustalono 27 członków gromadzkiej rady narodowej.
29 lutego 1956 do gromady Radzymin przyłączono wieś Załącze (z Łąkami) z gromady Nieporęt w powiecie nowodworskim.
31 grudnia 1959 do gromady Radzymin przyłączono Emilianów ze znoszonej gromady Wola Rasztowska, wieś Nadma ze znoszonej gromady Struga oraz wsie Łosie i Zawady ze znoszonej gromady Guzowatka tymże powiecie.
31 grudnia 1961 do gromady Radzymin włączono obszar zniesionej gromady Czarna (bez wsi Mironowe Górki) w tymże powiecie, czyli Czarną, Helenów i Janków Nowy.
Gromada przetrwała do końca 1972 roku, czyli do kolejnej reformy gminnej. 1 stycznia 1973 w powiecie wołomińskim reaktywowano gminę Radzymin.